# InterAlia
InterAlia – interdyscyplinarne czasopismo naukowe poświęcone studiom queer. Ukazuje się od 2006 r. jako rocznik i jest publikowane w otwartym dostępie. Zawiera recenzowane artykuły dotyczące problematyki queer w perspektywie językowej, kulturowej, społecznej czy politycznej oraz inne materiały, m.in. teksty literackie, prace artystyczne i dokumentacje działań artystycznych, recenzje, manifesty etc. Treści są publikowane w języku polskim, angielskim i hiszpańskim. Pismo jest adresowane do osób zainteresowanych badaniami nad nienormatywną seksualnością w ramach studiów, pracy akademickiej czy działań aktywistycznych. Tytuł czasopisma nawiązuje do łacińskiej frazy inter alia oznaczającej „między innymi”. 

## Redakcja
Redakcję stanowią:
- Dominika Ferens (Uniwersytet Wrocławski),
- Tomasz Basiuk (Uniwersytet Warszawski),
- Tomasz Sikora (Uniwersytet Komisji Edukacji Narodowej w Krakowie),
- Rafał Majka (Wyższa Szkoła Europejska im. ks. Józefa Tischnera w Krakowie),
- Łukasz Smuga  (Uniwersytet Wrocławski),
- Antke Engel (Institute for Queer Theory, Berlin),
- Jorge Luis Peralta (Centre de Recerca ADHUC, Uniwersytet Barceloński),
- Alexia Kosmider (Rhode Island School of Design),
- Marzena Lizurej (badaczka niezależna, redaktorka),
- Krystyna Mazur (Uniwersytet Warszawski).

Sekretarz redakcji: Jarosław Milewski (Uniwersytet Łódzki).
Numery tematyczne redagowali m.in.: Katarzyna Michalczak, Marta Olasik, Agata Stasińska, Michael O’Rourke, Kamillea Aghtan, Karin Sellberg, Urszula Kluczyńska, Katarzyna Wojnicka, Rafael M. Mérida Jiménez, Agnieszka Kościańska, Karolina Morawska, Jędrzej Burszta.

## Rada naukowa
Osoby zasiadające w radzie naukowej czasopisma: 
- Dariusz K. Balejko (Uniwersytet Europejski Viadrina, Frankfurt nad Odrą, Niemcy / Collegium Polonicum, Słubice, Polska)
- Jacek Kochanowski (Uniwersytet Warszawski)
- Izabela Kowalczyk (Uniwersytet Artystyczny w Poznaniu, Polska)
- Paweł Leszkowicz (Uniwersytet im. Adama Mickiewicza, Poznań, Polska)
- Nathan Long (Stockon University, New Jersey, USA)
- Heather Love (University of Pennsylvania)
- Rafael M. Mérida Jiménez (Universitat de Lleida, Hiszpania)
- Ruth Mayer (Leibniz Universität Hannover, Niemcy)
- Joanna Mizielinska (Polska Akademia Nauk, Warszawa, Polska)
- Michael O’Rourke (Independent Colleges, Dublin, Irlandia)
- Stephen Tapscott (Massachusetts Institute of Technology, Cambridge, USA)
- Benjamin Heim Shepard (New York City College of Technology/ City University of New York, USA)
- Magdalena Środa (Uniwersytet Warszawski, Polska)
- Volker Woltersdorff (ICI Berlin)
- Joanna Żylinska (Goldsmiths College, University of London)[6].